# José Dimas Cedeño Delgado
José Dimas Cedeño Delgado (ur. 23 lipca 1933 w Peña Blanca) – panamski duchowny katolicki, biskup pomocniczy Santiago de Veraguas 1975-1994, arcybiskup metropolita Panamy 1994-2010 i od 25 czerwca 2015 administrator apostolski Penonomé.

## Życiorys
Święcenia kapłańskie otrzymał 25 czerwca 1961.
15 lutego 1975 papież Paweł VI mianował go biskupem pomocniczym Santiago de Veraguas. 17 maja 1975 z rąk arcybiskupa Edoarda Rovidy przyjął sakrę biskupią. 18 kwietnia 1994 papież Jan Paweł II mianował go metropolitą Panamy. 18 lutego 2010 ze względu na wiek złożył rezygnację z zajmowanej funkcji. 25 czerwca 2015 papież Franciszek wyznaczył go administratorem apostolskim Penonomé.